# Merrey-sur-Arce
Merrey-sur-Arce è un comune francese di 338 abitanti situato nel dipartimento dell'Aube, nella regione del Grand Est.

## Società

### Evoluzione demografica
Abitanti censiti